# Latenz (Psychologie)
Mit Latenz wird in der Entwicklungspsychologie eine Verzögerung in der Ausprägung eines Entwicklungsmerkmals bezeichnet. Der Begriff spielt bei Sigmund Freud eine Rolle im Schema der psychischen (libidinösen) Entwicklung des Menschen. Freud hat den Begriff anfänglich auf dem Gebiet der Einzelpsychologie gebraucht, ihn jedoch später auch zur Bezeichnung von universalgeschichtlichen, insbesondere von religionsgeschichtlichen Entwicklungsvorgängen verwendet, siehe auch Sozialpsychologie.(a)

## Psychogenetisches Grundgesetz
Nach dem psychogenetischen Grundgesetz sind Prinzipien der Einzelpsychologie auf die Massenpsychologie übertragbar. Dem entspricht die folgende Darstellung mit Unterteilung in Aspekte der psychosexuellen Entwicklung als einzelpsychologischem bzw. individuellem Phänomen und einem aus der jüdischen Religionsgeschichte und somit der Universalgeschichte entnommenen Beispiel, das aus Sicht von Sigmund Freud dem massenpsychologischen Bereich zuzuordnen ist.

### Psychosexuelle Entwicklung
Meist wird unter Latenzphase eine psychosexuelle Entwicklungsverzögerung beim Kind verstanden, die vom Ende der frühen bis zum Beginn der späten genitalen Phase reicht, also etwa vom 6.–12. Lebensjahr, d. h. vom Ende des Ödipus-Komplexes bis zum Beginn der Pubertät. In dieser Periode wird die kindliche Sexualität nicht weiterentwickelt. Das soziale Netzwerk, das bisher hauptsächlich die Familie war, wird erweitert. Nach Sigmund Freud ist dieser Entwicklungsverlauf psychodynamisch bedingt durch einander beeinflussende gegenläufige Tendenzen. Die Latenz besagt also nicht, dass es keine psychosexuellen Impulse bei Kindern während der Latenzperiode gibt. In dieser Zeit überwiegen lediglich die hemmenden Kräfte, wie Ekel, Schamgefühle und moralische Idealanforderungen. Diese weisen auf verstärkte Momente der Ich-Entwicklung hin.(b) 

### Religionsgeschichte
Freud versucht in seiner Schrift Der Mann Moses und die monotheistische Religion nachzuweisen, dass der monotheistische Glaube nach dem Auszug des jüdischen Volkes aus Ägypten zusammen mit dem Einfluss von Moses relativ plötzlich abnahm. Nach Forschungen von Ernst Sellin sei Moses von den Juden erschlagen worden. Moses war Repräsentant des ägyptischen Volks und Anhänger des von Pharao Echnaton eingeführten gleichsam monotheistischen Kultes des Sonnengotts Aton. Die erstaunliche Tatsache, dass trotz dieser Entwicklung der Glaube an die monotheistische Tradition in Form der Lehre des Moses wiederaufkam, bezeichnet Freud als Latenzzeit. Diese hielt wenigstens ca. 60 Jahre an. Freud bezeichnet sie auch in Anlehnung an die Pathologie der Infektionskrankheiten als Inkubationszeit.(c)